# 生田家の朝
『生田家の朝』（いくたけのあさ）は、日本テレビ開局65周年を記念して、情報番組「ZIP!」内で2018年12月10日から放送開始し、12月26日まで放送されたテレビドラマである。放送時間は平日の7時52分頃から7分間。ユースケ・サンタマリアと尾野真千子のダブル主演。ユースケは、約23年ぶりの同局ドラマ主演となった。2019年10月には第2期が同じく『ZIP!』内の7時50分頃に放送された。2019年10月下旬に『ZIP!』内で放送された『緑山家の朝』についてもここで述べる。

## 概要
日本テレビ開局65周年を記念して立ち上げられた「ドラマ製作プロジェクト」の中から生まれた企画で、日本テレビは歌手、俳優、写真家と様々なクリエイターの顔を持つ福山雅治にドラマ主題歌および企画プロデュースを依頼、その上で主題歌に沿ったドラマの製作を提案した。依頼と提案を受けた福山は、「前から一緒にものづくりをやってみたかった」というバカリズムを誘った上で、バカリズムが脚本を、福山が主題歌を担当することになった。なお、娘の美菜役の関谷瑠紀と息子の悟役の鳥越壮真の二人は、オーディションにより決定された。内容はごく普通の家族の朝の光景を描いたもので、いつもと変わらぬ時間の中で小さな出来事や事件、そして小さな幸せが繰り広げられていく物語である。バカリズムはコメントで「大きな事件もどんでん返しも起こりませんが、たぶん面白いんじゃないかなと思います」と語っている。
ドラマ終了後には『ZIP!』本編に戻り、本作を観たスタジオ出演者が感想（「朝ドラ受け」）を述べた。第2期では、ドラマ直前に悟役の鳥越がフリップを持って前回のおさらいをするという内容となっている。（2019年10月17日放送のみ振替〈第10話〉と通常〈第13話〉の2回分の為、第10話前を除く。）。
ギャラクシー賞2018年12月度月間賞受賞作。
第2期が当初予定の20話から諸事情により15話に短縮され、残り予定の5話分（2019年10月22日から10月28日まで）を急遽変更し『緑山家の朝』として製作・放送された。

## あらすじ
年の瀬迫る2018年12月、都内に住むごく普通の家族である生田家の朝が今日も始まった。普通のサラリーマンであり、新築一戸建ての住宅に妻の早苗、長女の美菜、長男の悟と暮らす生田浩介は、幸せなマイホーム生活に憧れていた。そんな中で、生田家で繰り広げられる朝の小さな出来事や小さな幸せを描いていく。

## キャスト
- 生田浩介：ユースケ・サンタマリア
- 生田早苗（浩介の妻）：尾野真千子
- 生田美菜（浩介と早苗の娘、悟の姉）：関谷瑠紀
- 生田悟（浩介と早苗の息子、美菜の弟）：鳥越壮真（40年後：野間口徹 [注 1]）

## スタッフ
- 脚本：バカリズム
- 企画プロデュース：福山雅治
- 主題歌：福山雅治「いってらっしゃい」（アミューズ/ユニバーサルJ）
- チーフプロデューサー：池田健司
- プロデューサー：小田玲奈、森雅弘、鈴木香織
- 演出：狩山俊輔
- 制作協力：AXON
- 製作著作：日本テレビ

## 放送日程

### 第1期
| 話数   | 放送日         | サブタイトル                     | 脚本       | 演出     |
| ------ | -------------- | -------------------------------- | ---------- | -------- |
| 第1話  | 2018年12月10日 | 生田家、家を買う                 | バカリズム | 狩山俊輔 |
| 第2話  | 11日           | ｢からしの小袋」 を捨てられない！ | バカリズム | 狩山俊輔 |
| 第3話  | 12日           | ママはご機嫌ナナメ               | バカリズム | 狩山俊輔 |
| 第4話  | 13日           | ペットを飼いたい                 | バカリズム | 狩山俊輔 |
| 第5話  | 14日           | パパがうざい                     | バカリズム | 狩山俊輔 |
| 第6話  | 17日           | パパがつくるカレーのお話         | バカリズム | 狩山俊輔 |
| 第7話  | 12月18日       | サンタさんへのお願い             | バカリズム | 狩山俊輔 |
| 第8話  | 12月19日       | ママが寝坊！                     | バカリズム | 狩山俊輔 |
| 第9話  | 12月20日       | ママがパパにおねだり             | バカリズム | 狩山俊輔 |
| 第10話 | 12月21日       | 悟の誰にも言えない秘密           | バカリズム | 狩山俊輔 |
| 第11話 | 12月24日       | 生田家がテレビに出ちゃうかも     | バカリズム | 狩山俊輔 |
| 第12話 | 12月25日       | お正月休みの過ごし方             | バカリズム | 狩山俊輔 |
| 最終話 | 12月26日       | 生田家に起こるかも しれない悲劇  | バカリズム | 狩山俊輔 |

### 第2期
| 話数   | 放送日        | サブ タイトル       | 脚本       | 演出     | 備考 |
| ------ | ------------- | ------------------- | ---------- | -------- | --- |
| 第1話  | 2019年10月1日 | ジョギング          | バカリズム | 狩山俊輔 | |
| 第2話  | 2日           | ナイロン タオル論争 | バカリズム | 狩山俊輔 | |
| 第3話  | 3日           | 人形                | バカリズム | 狩山俊輔 | 木曜日のメインパーソナリティ 田中直樹がゲスト出演。 |
| 第4話  | 4日           | 我が家の匂い        | バカリズム | 狩山俊輔 | |
| 第5話  | 7日           | ママの呼び方        | バカリズム | 狩山俊輔 | |
| 第6話  | 8日           | 授業参観            | バカリズム | 狩山俊輔 | |
| 第7話  | 9日           | 早苗の行動          | バカリズム | 狩山俊輔 | |
| 第8話  | 10日          | 記念日              | バカリズム | 狩山俊輔 | |
| 第9話  | 11日          | 緊急事態            | バカリズム | 狩山俊輔 | |
| 第10話 | 17日          | 家族サービス        | バカリズム | 狩山俊輔 | 当初は10月14日に放送される予定であったが、 令和元年東日本台風（台風19号）の 影響で放送日が変更。 その為第11話･12話が第10話よりも 先に放送される形となった （鳥越によるおさらいはなし）。 |
| 第11話 | 15日          | リモコン            | バカリズム | 狩山俊輔 | この回でドラマ本編から 生放送にリンクする仕掛けがあった。 |
| 第12話 | 16日          | 謎のコード          | バカリズム | 狩山俊輔 | |
| 第13話 | 17日          | AIスピーカー        | バカリズム | 狩山俊輔 | 同日放送の第10話の後に続けて放送。 |
| 第14話 | 18日          | 大人の僕            | バカリズム | 狩山俊輔 | 野間口徹がゲスト出演。 |
| 最終話 | 21日          | 深刻な問題          | バカリズム | 狩山俊輔 | ドラマ本編ラストで緑山家が登場。 |

## 緑山家の朝
『緑山家の朝』は、2019年10月22日より10月28日まで、日本テレビ系『ZIP!』内で放送されたテレビドラマ。バカリズムが脚本・主演を手掛ける。全5回。
2019年10月21日放送の『生田家』最終話で、生田家をテレビで見ていた緑山夫婦の会話のシーンに切り替わり、それとリンクする形で翌日からのドラマ開始の旨が告知された。同様に10月28日放送の最終話にて、緑山家をテレビで見ていた生田一家の会話シーンに切り替わり、ユースケ・サンタマリアのナレーションも入る形で予定の15回（生田家・第2期）+5回（緑山家）を終了した。

### あらすじ
どこにでもいる夫婦の朝の物語。

### キャスト
- 緑山貴志 - バカリズム
- 緑山美羽（貴志の妻） - 平岩紙

### 放送リスト
| 話数   | 放送日         | サブタイトル | 脚本       | 演出     | 備考                               |
| ------ | -------------- | ------------ | ---------- | -------- | ---------------------------------- |
| 第1話  | 2019年10月22日 | 反撃と連想   | バカリズム | 狩山俊輔 |                                    |
| 第2話  | 23日           | リモコン     | バカリズム | 狩山俊輔 |                                    |
| 第3話  | 24日           | 登場人物     | バカリズム | 狩山俊輔 |                                    |
| 第4話  | 25日           | 初出し合戦   | バカリズム | 狩山俊輔 |                                    |
| 最終話 | 28日           | 応相談       | バカリズム | 狩山俊輔 | ドラマ本編ラストで生田家が再登場。 |

## エピソード
- 第2期・第11話「リモコン」（2019年10月15日放送）では特別な仕掛けとして、『ZIP!』火曜日メインパーソナリティ・山下健二郎（三代目J Soul Brothers）と、総合司会の桝太一（日本テレビアナウンサー・当時）、徳島えりか（同）が生放送中のスタジオでダンスをするシーンが挿入され、そのままスタジオへリンクしエンディングに入った[注 2]。